# Ignaz von Seyfried
Ignaz Ritter von Seyfried (15. srpna 1776 St. Ulrich, Vídeň – 26. srpna 1841 Neubau, Vídeň VII) byl rakouský dirigent a hudební skladatel.

## Život
V dětství byl žákem Wolfganga Amadea Mozarta a Jana Antonína Koželuha. Studoval v Praze filosofii a ve studiu pokračoval ve Vídni. Hodlal se stát státním úředníkem. Pod vlivem svých přátel se však vrátil k hudbě a studoval skladbu u Johanna Georga Albrechtsbergera.
V letech 1797-1801 byl hudebním ředitelem v Schikanederových divadlech ve Freihaus auf der Wieden, kde také 15. 7. 1797 uvedl svou první operu Der Löwenbrunn. V následujících letech se s četnými operami a hudebními komediemi stal nejhranějším skladatelem divadla. V roce 1801 se přesunul do nově postaveného divadla Theater an der Wien. Nastudoval a řídil premiéru Kouzelné flétny Wolfganga Amadea Mozarta i první provedení Beethovenova Fidelia.
Po dočasném uzavření divadla v roce 1825 se živil jako hudební pedagog a spisovatel. Byl hluboce nábožensky založen a po úspěchu duchovního melodramatu Saul se věnoval chrámové hudbě. Získal si ve Vídni značnou prestiž jako skladatel i jako hudební pedagog a dosáhl řady vyznamenání.
Zemřel 26. srpna 1841 a byl pohřben na vídeňském centrálním hřbitově vedle Beethovena a Franze Schuberta

## Dílo
Seyfried zkomponoval více než 300 skladeb. Z toho 33 oper a melodramů, 12 přepracování cizích oper, 21 skladeb scénické hudby, 5 oratorií a kantát, 16 mší, 4 requiem, na 80 menších chrámových skladeb, 2 symfonie a velké množství komorních skladeb. Pro provedení Mozartova Requiem na pohřbu Ludwiga van Beethovena složil Libera me. Svým současníkům byl znám především jako vynikající hudební teoretik a hudební pedagog. Dnes je jeho dílo prakticky zapomenuto.
Jevištní díla
- Der Löwenbrunn (Emanuel Schikaneder), opera (1797 Vídeň, Theater auf der Wieden)
- Orion, opera (1797 Vídeň, Theater auf der Wieden)
- Der Friede, opera (1797 Vídeň, Theater auf der Wieden)
- Der Feenkönig (Matthäus Stegmayer), opera (1797 Vídeň, Theater auf der Wieden)
- Wundermann am Rheinfall (Emanuel Schikaneder), opera (1797 Vídeň, Theater auf der Wieden)
- Die Druiden, opera (1. Aug. 1801 Vídeň, Theater an der Wien)
- Cyrus in Persien (Joseph Ritter von Seyfried), opera (1803 Vídeň, Theater an der Wien)
- Die tiefe Trauer (Joseph Ritter von Seyfried), opera (1804 Vídeň, Theater an der Wien)
- Die Ehemänner nach der Mode (Joseph Ritter von Seyfried), opera (1804 Vídeň, Theater an der Wien)
- Montezuma (Joseph Ritter von Seyfried), melodram (1804 Vídeň, Theater an der Wien)
- Untreue aus Liebe (Matthäus Stegmayer), opera (1805 Vídeň, Theater an der Wien)
- Zum goldenen Löwen (Joseph Sonnleithner), opera (1806 Vídeň, Theater an der Wien)
- Almar der Maure (Ignaz Franz Castelli), opera (1807 Vídeň, Theater an der Wien)
- Mitternacht, opera (1807 Vídeň, Theater an der Wien)
- Idas und Marpissa (Matthäus Stegmayer), opera (1807 Vídeň, Theater an der Wien)
- Der Briefbote, opera (1808 Vídeň, Theater an der Wien)
- Bertha von Werdenberg (Matthäus Stegmayer), opera (1809 Vídeň, Theater an der Wien)
- Das Wirtshaus im Walde, opera (1809 Vídeň, Theater an der Wien)
- Die rote und die weiße Rose (Ignaz Franz Castelli), opera (1810 Vídeň, Theater an der Wien)
- Saul, König in Israel (Joseph Ritter von Seyfried), melodram (1810 Vídeň, Theater an der Wien)
- Feodora (August von Kotzebue), opera (1811 Vídeň, Theater an der Wien)
- Friedrich von Kinsky (Franz Joseph Hassaureck), melodram (1811 Vídeň, Theater an der Wien)
- Die Zisterne (Ignaz Franz Castelli), melodram (1811 Vídeň, Theater an der Wien)
- Der Teufelssteg am Rigiberg (Hapdé), melodram (1814 Vídeň, Theater an der Wien)
- Er hält wahrhaftig Wort (Franz Carl Gewey), opera (1815 Vídeň, Theater an der Wien)
- Die Waise und der Mörder (Ignaz Franz Castelli), melodram (1817 Vídeň, Theater an der Wien)
- Abraham (Friedrich Horschelt), melodram (1817 Vídeň, Theater an der Wien)
- Salomonäa und ihre Söhne (Ignaz Franz Castelli), melodram (1818 Vídeň, Theater an der Wien)
- Noah (Joseph August Eckschläger), melodram (1819 Vídeň, Theater an der Wien)
- Die Waise aus Genf (Ignaz Franz Castelli), melodram (1821 Vídeň, Theater an der Wien)
- Ugolino (Friedrich Ludwig Karl Biedenfeld), melodram (1821 Vídeň, Theater an der Wien)
- Timur der Tartarchan (Joseph Ritter von Seyfried), melodram (1822 Vídeň, Theater an der Wien)
- Der unsichtbare Prinz (Ignaz Franz Castelli), melodram (1823 Vídeň, Theater an der Wien)